# Celhac
Celhac (en francès Ceillac) és un municipi francès situat al departament dels Alts Alps i a la regió de Provença – Alps – Costa Blava.

## Demografia
| 1831                                       | 1962 | 1968 | 1975 | 1982 | 1990 | 1999 | 2006 | 2017 |
| ------------------------------------------ | ---- | ---- | ---- | ---- | ---- | ---- | ---- | ---- |
| 921                                        | 202  | 208  | 234  | 292  | 289  | 276  | 294  | 292  |
| Des de 1962: població sense dobles comptes |      |      |      |      |      |      |      |      |

## Administració
| Període   | Identitat         | Partit |
| --------- | ----------------- | ------ |
| 1965-1983 | Philippe Lamour   |        |
| 1983-1995 | Antoine Reynaud   |        |
| 1995-2001 | Célestin Fournier |        |
| 2001-2008 | Jean-Claude Carle |        |
| 2008-2014 | Célestin Fournier |        |
| 2014-2020 | Christian Grossan |        |
| 2020-     | Émile Chabrand    |        |